# 앙큼한 돌싱녀
《앙큼한 돌싱녀》는 2014년 2월 27일부터 2014년 4월 24일까지 MBC에서 방영된 MBC 수목 미니시리즈이다.

## 줄거리
이혼 후 백마 탄 돌싱남과의 로맨스를 꿈꾸지만 매번 실패를 거듭하던 중 재벌이 되어 돌아온 전 남편과 다시 사랑을 시작하려는 돌싱녀 나애라의 앙큼하고도 처절한 작업기를 다룬 코믹 멜로드라마.

## 등장 인물

### 주요 인물
- 이민정 : 나애라 역 - 명품샵 계약직원 → D&T 소프트 벤처스 인턴사원
- 주상욱 : 차정우 역 - D&T 소프트 벤처스 대표
- 김규리 : 국여진 역 - D&T 소프트 벤처스 이사
- 서강준 : 국승현 역 (아역 : 홍태의) - D&T 소프트 벤처스 인턴사원

### 나애라 주변 인물
- 김용희 : 나수철 역 - 나애라의 오빠
- 김응수 : 나갑수 역 - 나애라의 아버지
- 권기선 : 장숙자 역 - 나애라의 어머니
- 김재화 : 오방순 역 - 나애라의 여고동창
- 황보라 : 강민영 역 - 나애라의 여고동창

### 차정우 주변 인물
- 김호영 : 차정우 아버지 역 (특별출연)
- 변은영 : 이순자 역 - 차정우의 어머니 (특별출연)
- 엄수정 : 차정숙 역 - 차정우의 누나
- 미상 : 차정란 역
- 김명수 : 길요한 역 - 차정우의 운전기사 겸 비서

### 국여진 주변 인물
- 이정길 : 국기봉 역 - 벤처 투자가, D&T 소프트 벤처스 최대주주
- 김예령 : 이은화 역 - 국기봉의 부인 (특별출연)
- 이병준 : 오병준 역 - 국기봉의 오른팔

### 모바일 쇼핑팀 사람들
- 유영 : 피송희 역 - 사원
- 최철호 : 감정원 역 - 과장
- 임지은 : 왕지현 역 - 팀장

### 그 외 인물
- 안진경 : 차정우의 비서 역
- 최주희 : 국여진의 비서 역
- 이미윤 : 명품샵 매니저 역
- 김시완 : 차정우의 비서 역
- 박경혜 : 나애라의 친구 역
- 임유진
- 예림 : 돌싱특집 프로그램 '짝꿍'의 여자 1호 역
- 오하나
- 윤태후
- 임범용
- 김종태
- 정연
- 박철민
- 이준희 : 인터뷰 하는 기자 역
- 장현정
- 신동훈
- 성찬호 : D&T 소프트벤처스의 이사 역
- 김병규
- 남연승
- 윤종묵
- 손인용 : 형사 역
- 박영수
- 박하이 : 남자 2호의 애인 역
- 김재철 : 애라와 시비붙은 남자 1 역
- 이재욱 : 애라와 시비붙은 남자 2 역
- 손대방 : 애라와 시비붙은 남자 3 역
- 김나무
- 최혜정
- 김종호
- 김진욱
- 홍부향 : 찜질방 손님 역
- 김미준 : 찜질방 손님 역
- 김지연
- 이재은 : 찜질방 손님 역
- 박재영
- 김민기
- 문창완 : 신입직원을 교육하는 남자 역
- 김보람
- 서병덕 : 면접관 역
- 차영옥 : 애라 어머니의 지인 역
- 윤인조 : 인력사무실 직원 역
- 이우신 : 공인중개사 역
- 차은재
- 박아름 : 회사 직원 역
- 김슬희
- 이유리
- 서진욱 : 레스토랑 지배인 역
- 인성호 : 형사 역
- 조영훈
- 이재현
- 윤빛나
- 허선행 : 레스토랑 지배인 역
- 전중재
- 이지영
- 최영인 : 잡상인 역
- 김보민
- 홍승범 : 회사 직원 역
- 박진수
- 임재근
- 곽자형 : 식중독 걸렸다고 거짓말 하는 남자 역
- 리민 : CF감독 역
- 이다해 : 회사 직원 역
- 김정화 : 회사 직원 역
- 정현석 : 인터뷰 하는 기자 역
- 정유진
- 김윤아
- 천소라
- 이지은
- 김지나
- 윤병희 : 오병수 역 - 고시패스 한 예비신랑
- 권성현 : 안지현 역 - 오병수와 결혼하는 예비신부
- 손선근 : 채소판매 담당 관계자 역
- 이윤상 : 회사 이사 역
- 이종래 : 회사 이사 역
- 이한위 : 의사 역
- 유지연 : 통일신라호텔 면접자 역
- 김선녀 : 암흑테마 레스토랑 사장 역
- 최지안
- 정이든
- 김혜원
- 윤희진
- 최정화
- 정동규 : 회사 이사 역
- 전병덕 : 회사 이사 역
- 임지우
- 최재호
- 민준현 : 여진의 비서 역
- 임태호
- 윤예준
- 권빈
- 최리호 : 면접남 역

### 특별출연
- 고인범 : 황 회장 역 (1회)
- 염동헌 : 중년남 역 (1회)
- 인교진 : 돌싱 예능프로그램 '짝꿍'의 남자 1호 역 - 피부과 의사 (1회)
- 우정국 : 돌싱 예능프로그램 '짝꿍'의 남자 2호 역 (1회)
- 최은경 : 돌싱 예능프로그램 '짝꿍'의 MC 역 (1회)
- 왕빛나 : 차관 딸 역 (1,2회)
- 주민하 : 명품샵 직원 역 (1,2회)
- 리키 김 : 국여진의 첫사랑 역 (2,5,6회)
- 김법래 : 사채업자 역 (2회)
- 오나미 : S라인녀 역 (2회)
- 이정은 : 미용실 원장 역 (2회)
- 국정숙 : 중년남의 부인 역 (2회)
- 김성균 : 보안 팀장 역 (3,4회)
- 양희경 : 쌈밥식당 사장 역 (5회)
- 이종수 : 로버트 김 역 - 여진의 맞선남 (7회)
- 앨리스 : 부킹녀 역 (10회)
- 나라 : 부킹녀 역 (10회)
- 최규환 : 김찬규 역 - 고시촌 곱창집 아들 (12회)
- 김다현 : 김창수 역 - 통일신라호텔 사장 (12회,13회)

## 시청률
아래 표에서 파란색 숫자는 '최저 시청률'을, 빨간색 숫자는 '최고 시청률'을 나타낸다.
| 2014년      | 2014년      | 2014년         | 2014년       | 2014년         | 2014년       |
| 회차        | 방송일      | TNmS 시청률    | TNmS 시청률  | AGB 시청률     | AGB 시청률   |
| 회차        | 방송일      | 대한민국(전국) | 서울(수도권) | 대한민국(전국) | 서울(수도권) |
| ----------- | ----------- | -------------- | ------------ | -------------- | ------------ |
| 제1회       | 2월 27일    | 4.1%           | 4.9%         | 5.4%           | 6.5%         |
| 제2회       | 2월 27일    | 5.7%           | 6.3%         | 6.4%           | 6.7%         |
| 제3회       | 3월 5일     | 8.1%           | 10.8%        | 10.3%          | 11.9%        |
| 제4회       | 3월 6일     | 7.8%           | 10.1%        | 8.9%           | 9.6%         |
| 제5회       | 3월 12일    | 8.0%           | 9.9%         | 9.2%           | 10.4%        |
| 제6회       | 3월 13일    | 7.9%           | 10.0%        | 8.5%           | 9.4%         |
| 제7회       | 3월 19일    | 8.1%           | 9.9%         | 8.3%           | 8.9%         |
| 제8회       | 3월 20일    | 7.8%           | 9.5%         | 8.7%           | 9.7%         |
| 제9회       | 3월 26일    | 8.5%           | 10.1%        | 8.7%           | 9.9%         |
| 제10회      | 3월 27일    | 7.9%           | 9.9%         | 8.5%           | 9.1%         |
| 제11회      | 4월 2일     | 7.7%           | 9.6%         | 7.9%           | 8.9%         |
| 제12회      | 4월 3일     | 8.7%           | 11.2%        | 8.8%           | 10.3%        |
| 제13회      | 4월 9일     | 9.2%           | 11.7%        | 8.2%           | 9.0%         |
| 제14회      | 4월 10일    | 9.1%           | 11.2%        | 9.1%           | 10.5%        |
| 제15회      | 4월 23일    | 7.8%           | 10.3%        | 9.3%           | 10.8%        |
| 제16회      | 4월 24일    | 7.5%           | 9.6%         | 9.2%           | 10.7%        |
| 평균 시청률 | 평균 시청률 | 7.7%           | 9.7%         | 8.5%           | 9.5%         |

## 결방 사유 및 연속 방송
- 2014년 2월 27일 : 밤 10시부터 2회 연속방송 (1회, 2회)
- 2014년 4월 16일 ~ 4월 17일 : '진도 해상 여객선 침몰' 뉴스 특보로 인해 결방.

## 같이 보기
KBS 수목드라마
- 《감격시대: 투신의 탄생》
- 《골든 크로스》

SBS 수목드라마
- 《별에서 온 그대》
- 《쓰리 데이즈》